# Maßholderbachtalbrücke
Die Maßholderbachtalbrücke ist eine Brücke der Bundesautobahn 6 über das Tal des Maßholderbachs zwischen deren Weiler Untermaßholderbach und der Stadt Öhringen.
Die Brücke hat eine Gesamtlänge von 300 m. Die Höhe über dem Talgrund beträgt 18 Meter. Die Baukosten betrugen rund 6.200.000 DM.

## Neubau
Im Zuge der Neutrassierung der A6 zwischen dem Kreuz Weinsberg und der bayerischen Grenze soll die Maßholderbachtalbrücke durch einen Neubau ersetzt werden. Geplant ist eine achtfeldrige, gevoutete Spannbetonbrücke mit Plattenbalken und je Richtung drei Fahrstreifen plus Standstreifen. Zunächst soll nördlich der bisherigen Brücke das neue Bauwerk für den Verkehr Richtung Westen entstehen, das dann auf insgesamt vier Spuren den gesamten Verkehr in beide Richtungen aufnehmen soll. In einem zweiten Schritt wird dann die bisherige Brücke abgerissen und der Überbau für den Verkehr Richtung Osten erstellt werden.